# 桥本万太郎
桥本万太郎 Hashimoto Mantaro（1932年11月26日—1987年6月7日），日本汉学家。在《言语研究》发表"The Bon-shio（文昌）Dialect of Hainan — A Historical and Comparative Study of Its Phonological Structure, First part: The Initials"(1960)、《ジュンヤン語（ソビェト・ドゥンガーン語）研究書目解題》（1962）、《西夏国書字典同音の同居韻》（1963）。1966年获俄亥俄州立大学博士学位，指导老师王士元，毕业论文"The Phonology of Ancient Chinese"。与王士元另一名博士生余霭芹共坠爱河。尔后发表的论文和专书有：《客家语基础语汇集》（1972）、"The Hakka Dialect"(1973)、《言语类型地理论》（1977）、"Phonology of Ancient Chinese"(1978)。1987年因胃癌在日本逝世。

## 外部連結
- Papers by Hashimoto （页面存档备份，存于）, SEAlang library.
- Mutual  Intelligibility of Sinitic Languages （页面存档备份，存于）, Language Log 6 March 2009